# Satcom 3
O Satcom 3 foi um satélite de comunicação geoestacionário construído pela GE Astro, ele era para ter sido operado pela RCA Satcom. O satélite foi baseado na plataforma AS-3000. O contato do mesmo foi perdido logo após a queima do motor apogeu.

## Lançamento
O satélite foi lançado ao espaço no dia 07 de dezembro de 1979, por meio de um veículo Delta-3914, lançado a partir da Estação da Força Aérea de Cabo Canaveral, na Flórida, Estados Unidos. O satélite falhou durante operação na órbita de transferência geoestacionária, o mesmo foi destruído. Ele tinha uma massa de lançamento de 868 kg.

## Capacidade e cobertura
O Satcom 3 era equipado com dispositivos para fornecer serviços de transmissões via satélite aos Estados Unidos.